# Línea 3A (Santa Rosa)
La línea 3A es una línea de colectivos urbana de Santa Rosa, que une el Barrio Sur con Malvinas Argentinas, pasando por Matadero. El boleto cuesta 4 pesos el general y 1,25 para estudiantes, jubilados y excombatientes.

## Recorrido principal
IDA: Castex, Varela, Unanue, González, Rosas, Tita Merello, Constituyentes, King, Harris, Avda. Aristóbulo del Valle, Avda. Belgrano (S), Lisandro de la Torre, 25 de mayo, Alvear, Callaqueo, Avda. Eva Perón
VUELTA: García, Callaqueo, Díaz, Marzo (N), Alte. Brown, Rivadavia, Alem, Congreso, Avda. Marzo (E), Cavero, Tita Merello, González, Unanue, Hugo del Carril.